# Антоненко-Луконина, Анна Васильевна
Анна Васильевна Антоненко-Луконина (род. 6 января 1937) — советская и российская актриса театра и кино, народная артистка России (2007).

## Биография
Анна Антоненко-Луконина родилась 6 января 1937 года. В 1959 году окончила ГИТИС им. А. В. Луначарского (художественный руководитель Иосиф Раевский).
В 1959—1960 годах работала в Горьковском областном драматическом театре (Арзамас-16), ныне Саровский драматический театр.
С 1960 года играет в театре на Малой Бронной.

### Семья
Муж — поэт Михаил Луконин (1918—1976). Дочь Анна.

## Награды
- Орден Дружбы (25.10.2018)[1].
- Медаль ордена «За заслуги перед Отечеством» II степени (16.04.1997)[2].
- Медаль «В память 850-летия Москвы».
- Медаль «Ветеран труда».
- Народная артистка России (21.03.2007).
- Заслуженная артистка РСФСР (09.08.1974).

## Работы в театре
- «Три сестры» А. П. Чехов (реж. А. Эфрос) — Маша
- «Лес» А. Н. Островский (реж. Л. Дуров) — Гурмыжская
- «Нижинский. .. Сумасшедший Божий клоун» Г. Бламстейна (реж. А. Житинкин) — мать, медсестра
- «Если…» С. Алешин (реж. А. Дунаев) — Анна
- «За час до полуночи» — Алена
- «Уйти, чтобы остаться» — Ирина
- «Счастливые дни несчастливого человека» А. Арбузов (реж. А. Эфрос) — Елена Сергеевна
- «Дело, которому ты служишь» Ю. Герман (реж. М. Веснин) — Вера Николаевна
- «Золотая карета» Л. М. Леонов (реж. А. Дунаев) Дашенька
- «Человек со стороны» И. Дворецкий (реж. А. Эфрос) — Щеголева
- «Общественное мнение» (реж. А. Дунаев) — Отилия, Джина
- «Ленушка» Л. Леонов (реж. А. Дунаев) — Устя
- «Снятый и назначенный» Я. Волчек (реж. А. Эфрос и Л. Дуров) — Елена
- «Варвары» М. Горький (реж. А. Дунаев) — Монахова Надежда Поликарповна
- «Веранда в лесу» И. Дворецкий (реж. А. Эфрос) — Светлана Николаевна
- «Жорж Данден, или одураченный муж» — госпожа де Сотанвиль
- «Кавалер роз» И. Нестрой (реж. Р. Самгин) — фрау Роза Штраус
- «Тартюф» Ж.-Б. Мольер (реж. П. Сафонов) — госпожа Пернель, его мать
- «Нежданный гость» А. Кристи (реж. Ю. Иоффе) — Миссис Уорик
- «Цианистый калий… с молоком или без?» (реж. В. Лакирев) — Лаура
- «Ретро» А. Галин (реж. Ю. Иоффе) — Песочинская Роза Александровна
- «Деревья умирают стоя» А. Касона (реж. Ю. Иоффе) — бабушка Эухения

## Фильмография
- 1969 — Комендант Лаутербурга — Альбина
- 1971 — Следствие ведут ЗнаТоКи. Повинную голову… — Ирина Сергеевна Маслова
- 1973 — Человек со стороны — Нина Васильевна Щёголева, начальник бюро экономики и хозрасчёта
- 1976 — Город с утра до полуночи — Вера Васильевна, жена больного судостроителя
- 1977 — Осторожно, листопад! — Шубина
- 1978 — Если… — Анна
- 1979 — Варвары — Надежда Поликарповна Монахова, жена акцизного надзирателя
- 1980 — Чрезвычайные обстоятельства — Софья, жена Марущака
- 1986 — Равняется четырём Франциям — Ломова
- 1990 — Этот фантастический мир. Выпуск 16 — продавщица салона одежды
- 1992 — Бесы — эпизод
- 1999 — Нижинский, сумасшедший божий клоун — медсестра; мать
- 2002 — Воровка 2. Счастье напрокат — мать Берестова
- 2004 — Даша Васильева. Любительница частного сыска 3 (фильм 1 «Бассейн с крокодилами»; фильм 3 «Спят усталые игрушки») — няня Серафима
- 2004 — Долгое прощание — Анна Васильевна
- 2005 — Даша Васильева. Любительница частного сыска 4 (фильм 3 «Привидение в кроссовках») — няня Серафима
- 2005 — С Новым годом, папа! — Ольга Викторовна
- 2006 — Вызов (фильм 3 «Чужая тень») — директор музея
- 2006 — Мой генерал — бабушка Марины
- 2006 — Таксистка 3 (8-я серия) — Диана
- 2006 — Трое сверху — преподавательница
- 2007 — Агентство алиби (18-я серия «Дворянское собрание»)
- 2007 — День гнева — эпизод
- 2008 — Возьми меня с собой — Елена Анатольевна Каретникова
- 2008 — ГИБДД и т. д. — эпизод
- 2008 — Две сестры — эпизод
- 2008 — Королева — директор детского дома
- 2008 — Кружева — домработница
- 2008 — Тариф «Новогодний» — пожилая пассажирка
- 2008 — Я — телохранитель — Наталья Андреевна, мать Станислава Лисицына
- 2009 — Возьми меня с собой 2 — Елена Анатольевна Каретникова, мама Маргариты
- 2009 — Две сестры 2 — Майя Михайловна
- 2010 — Хозяин — мать Жарова
- 2011 — Гражданка начальница. Продолжение — бабушка Риты
- 2012 — Тартюф — госпожа Пернель
- 2013 — Склифосовский 3 — Инна Павловна, бабушка Лизы (нет в титрах)
- 2013 — Счастливый маршрут — Надежда Ивановна
- 2013—2014 — Кости — Лилия Столярова
- 2014 — Острожский заповедник
- 2016 — Анна-детективъ — Антонина Марковна Бенцианова